# Seleção Groenlandesa de Voleibol Masculino
A seleção groenlandesa de voleibol masculino é uma equipe europeia composta pelos melhores jogadores de voleibol da Groenlândia. A equipe é mantida pela Federação Groenlandesa de Voleibol (Kalaallit Nunaanni Volleyballertartut Kattuffiat). A equipe não consta no ranking mundial da FIVB segundo dados de 4 de janeiro de 2012.